# Peter McCloy
Pour les articles homonymes, voir McCloy.
Peter McCloy est un footballeur international écossais, né le 16 novembre 1946, à Girvan, South Ayrshire. Évoluant au poste de gardien de but, il est particulièrement connu pour ses 16 saisons aux Rangers. Il fait partie du Rangers FC Hall of Fame.
Il compte 4 sélections en équipe d'Écosse.

## Biographie

### Carrière en club
Natif de Girvan, South Ayrshire, dont le père a aussi été footballeur professionnel à Saint Mirren, est formé à Crosshill Thistle, avant de passer professionnel en s'engageant en 1964 pour Motherwell. Il rejoindra les Rangers six ans plus tard, dans le cadre d'un échange de joueurs entre les deux clubs.
Il fut surnommé « le phare de Girvan » (The Girvan Lighthouse) en référence à son lieu de naissance et à sa taille (1,93 m). Durant ses 16 saisons aux Rangers, il connut trois entraîneurs différents : William Waddell, Jock Wallace (à deux reprises) et John Greig. Il s'y construit un palmarès riche d'une Coupe d'Europe des vainqueurs de coupe (il est d'ailleurs l'un des 5 joueurs des Rangers à avoir joué tous les matches de cette campagne européenne victorieuse), 2 titres de champion, 4 Coupes d'Écosse et 4 Coupes de la Ligue écossaise. 
Après avoir joué 535 matches officiels avec les Rangers, McCloy raccrocha les crampons et se reconvertit comme entraîneur, d'abord en interne comme adjoint de Graeme Souness. Il fut adjoint et entraîneur des gardiens de nombreux clubs et eut sous son entraînement les deux gardiens de but écossais les plus capés, Jim Leighton et Andy Goram.
McCloy est aussi un golfeur de bon niveau, ayant représenté l'Écosse en amateur.

### Carrière internationale
Peter McCloy reçoit quatre sélections en faveur de l'équipe d'Écosse. Il joue son premier match le 12 mai 1973, pour une défaite 0-2, au Racecourse Ground de Wrexham, contre le pays de Galles en British Home Championship. Il reçoit sa dernière sélection le 30 juin 1973, pour une défaite 0-1, à l'Hampden Park de Glasgow, contre le Brésil en match amical. 
Il participe avec l'Écosse au British Home Championship de 1973.

## Palmarès
- Rangers :
  - Vainqueur de la Coupe d'Europe des vainqueurs de coupe en 1972
  - Champion d'Écosse en 1975-76 et 1977-78
  - Vainqueur de la Coupe d'Écosse en 1973, 1976, 1978 et 1979
  - Vainqueur de la Coupe de la Ligue écossaise en 1976, 1978, 1979 et 1982
  - Vainqueur de la Drybrough Cup en 1979
  - Vainqueur de la Glasgow Cup en 1975, 1976 et 1979